# Alessandro Taccani
Alessandro Taccani, anche noto come Sandro Taccani (Milano, 4 marzo 1915 – Roma, 8 dicembre 1989), è stato un compositore italiano.

## Biografia
Si diplomò in pianoforte al Conservatorio di Musica Giuseppe Verdi di Milano nel 1934. Quattro anni dopo diede inizio alla sua carriera di compositore di canzoni scrivendo con Nino Rastelli il brano Dammi del tu.
Frequente collaboratore di Enzo Di Paola, partecipò con alcune composizioni al Festival di Sanremo e al Festival di Napoli. Tra le sue composizioni più note, il classico della tradizione napoletana Chella llà, il cavallo di battaglia di Tony Dallara Come prima, e Sotto er cielo de Roma, che fu adattata in inglese e portata al successo da Dean Martin con il titolo On an Evening in Roma.